# Schneebergite
La schneebergite è un minerale.